# Урбани, Рене
Рене Урбани (люкс. René Urbany, 7 февраля 1927 — 10 октября 1990) — люксембургский журналист и политический деятель. Сын Доминика Урбани.
С 1948 г. член Центрального комитета Коммунистической партии Люксембурга, с 1952 г. член его Политбюро. В 1976 г. унаследовал от своего отца пост Председателя партии и занимал его до своей смерти. С 1946 г. главный редактор газеты КПЛ «Zeitung vum Letzebuerger Vollek», c 1969 г. директор партийного издательского объединения COPE (фр. Coopérative Ouvrière de Presse et d’Editions). В 1966—1979 и 1988—1989 гг. член городского совета города Люксембург. С 1975 г. депутат люксембургского парламента.